# 湯沢高原ロープウェイ
湯沢高原ロープウェイ（ゆざわこうげんロープウェイ）は、新潟県南魚沼郡湯沢町の越後湯沢温泉と大峰山東面にある「湯沢高原」を結ぶ索道（ロープウェイ）。事業者はアルピナリゾーツ（旧：NCリゾートグループ）を運営するアルピナリゾートマネジメント株式会社の関連会社である湯沢高原株式会社（旧：ハイランドパーク株式会社 湯沢高原事業所）で、かつての湯沢町営ロープウェー事業（地方公営企業・観光施設事業）を同社が継承したもの。開業当初は湯沢温泉ロープウェー（ゆざわおんせんロープウェー）と称した。
山頂駅（パノラマステーション）からはアルプの里のある湯沢高原パノラマパークや山頂の大峰山展望台のほか、栄太郎峠を経由して清津川遊歩道に至る「トレッキング湯沢Ⅰ」にアクセスでき、冬期は湯沢高原スキー場高原エリアへのアクセス手段となる。

## 路線データ
- 路線距離（営業キロ）：1,303m[2]
- 方式：4線交走式[3][4]
- 駅数：2駅（起終点駅含む）
- 高低差：500m[5]

## 運行形態
午前8時40分の始発以降、最終の午後5時00分まで20分間隔での運行となる。搬器は上り・下りともに同時発車する。運行速度は5メートル毎秒で、2駅間の所要時間は約7分間である。

## 搬器

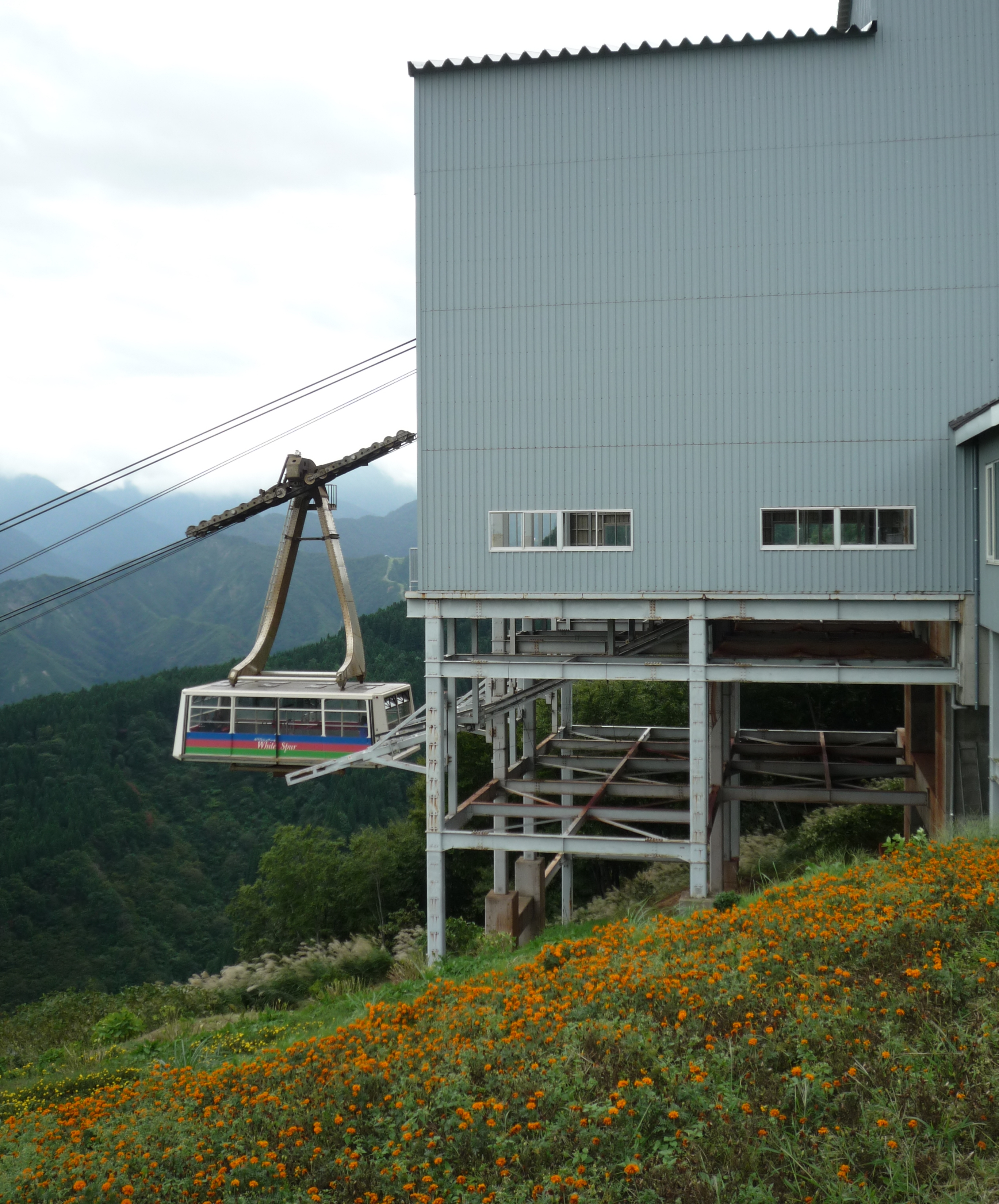
ホワイトシュプール号（旧塗装）

赤色のアルペンフローラ号と、青色のホワイトシュプール号がある。全長8.8メートル、幅4.25メートル、高さ2.45メートルのアルミニウム合金製で、搬器内の広さはバス2台分に相当する33.2平方メートル、乗車定員166名は長野県の竜王ロープウェイと並び世界最大級である。

## 設計製作
- 日本ケーブル[3]

## 歴史
- 1934年（昭和9年） - 大峰山に大峯百番観音が建立される[6]。
- 1949年（昭和24年）9月7日 - 上信越高原国立公園が制定され、大峰山の西面が公園区域となる。
- 1959年（昭和34年）12月9日 - 初代ロープウェー竣工[1]。37人乗り搬器2輌・交走式。愛称「ゆきぐに号」「いでゆ号」。協力は三井物産株式会社[7]。
  - 12月23日 - 湯沢高原スキー場オープン。
- 1962年（昭和37年） - 三橋美智也・福原千恵子の歌う民謡『とろりこ節』の歌詞に登場。
- 1964年（昭和39年） - 国民宿舎「湯沢高原ロッジ」完成。
- 1972年（昭和47年）6月 - 国民保養センターおよび勤労青少年体育センター竣工[8]。
- 1980年（昭和55年）7月- 新潟県内初の高山植物園「アルプの里」オープン。日本最大[9]のロックガーデンには上越新幹線の大清水トンネル建設工事の際に産出した谷川連峰の岩石が用いられている[10]。
- 1985年（昭和60年）レストラン「サントピア」（現：エーデルワイス）オープン[11]。
- 1991年（平成3年）5月7日 - （2代目ロープウェー）事業許可[2]。
  - 12月20日 - 運輸開始[2]。
- 2005年（平成17年）3月 - 湯沢町議会が平成17年度当初予算審査特別委員会において観光事業会計予算を否決[12]。
- 2006年（平成18年）12月26日 - 町議会での議決をもって湯沢町が日本ケーブル株式会社と「湯沢町観光事業の経営譲渡に関する協定書」を締結。日本ケーブルの仲介で、スノーリゾートサービス株式会社（SRS）に受託が決定[13]。
- 2007年（平成19年）4月1日 - スノーリゾートサービス株式会社が業務を引き継ぎ、町営から民営に移行（5年契約）[13]。
- 2012年（平成24年）3月21日 - 5年間（平成24年4月1日から平成29年3月31日）の再契約を町議会が議決[13]。
- 2013年（平成25年）春 - 搬器塗装リニューアル
  - 8月1日 - ハイランドパーク株式会社がスノーリゾートサービス株式会社を合併し、湯沢高原事業所として業務を継承[14]。
- 2016年（平成28年）11月18日 - 湯沢高原株式会社が設立[14][15]。
  - 12月 - 町議会で湯沢高原ロープウェイ施設等貸借契約の締結について継続審査となる。契約期間を平成29年5月31日まで延長[16]。
- 2017年（平成29年）1月25日 - 町議会で湯沢高原ロープウェイ施設等貸借契約が否決[17]。
  - 2月27日 - 町議会で湯沢高原ロープウェイ施設等貸借契約が可決[17]。
  - 6月1日 - ハイランドパーク株式会社から湯沢高原株式会社に事業譲渡[18]。
- 2020年（令和2年）12月1日 - 運営元のNCリゾートグループがアルピナリゾーツに改名[19]。

## 駅一覧
山麓駅（山麓ステーション、ロープウェイステーションとも） - 山頂駅（パノラマステーション）

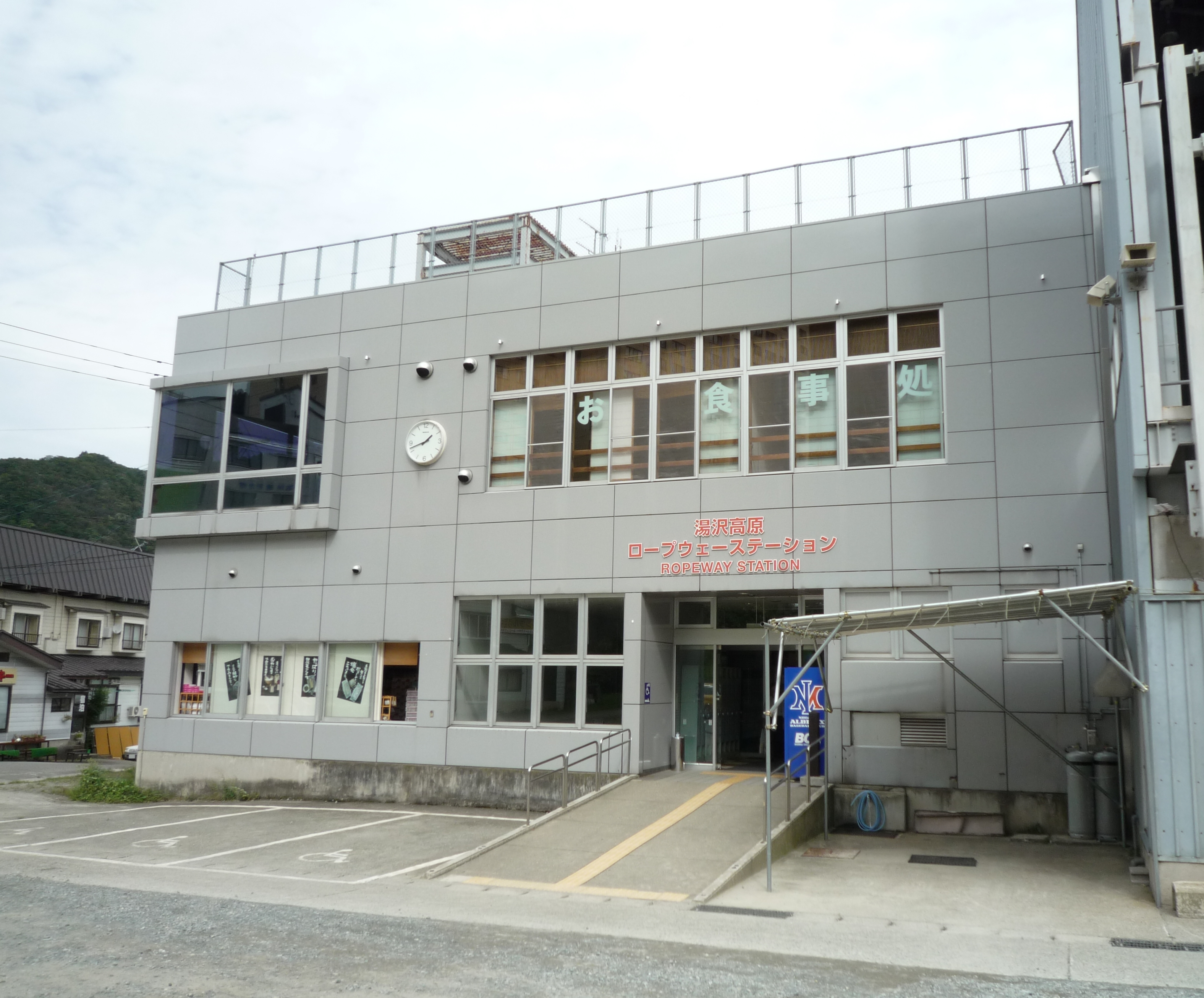
山麓駅
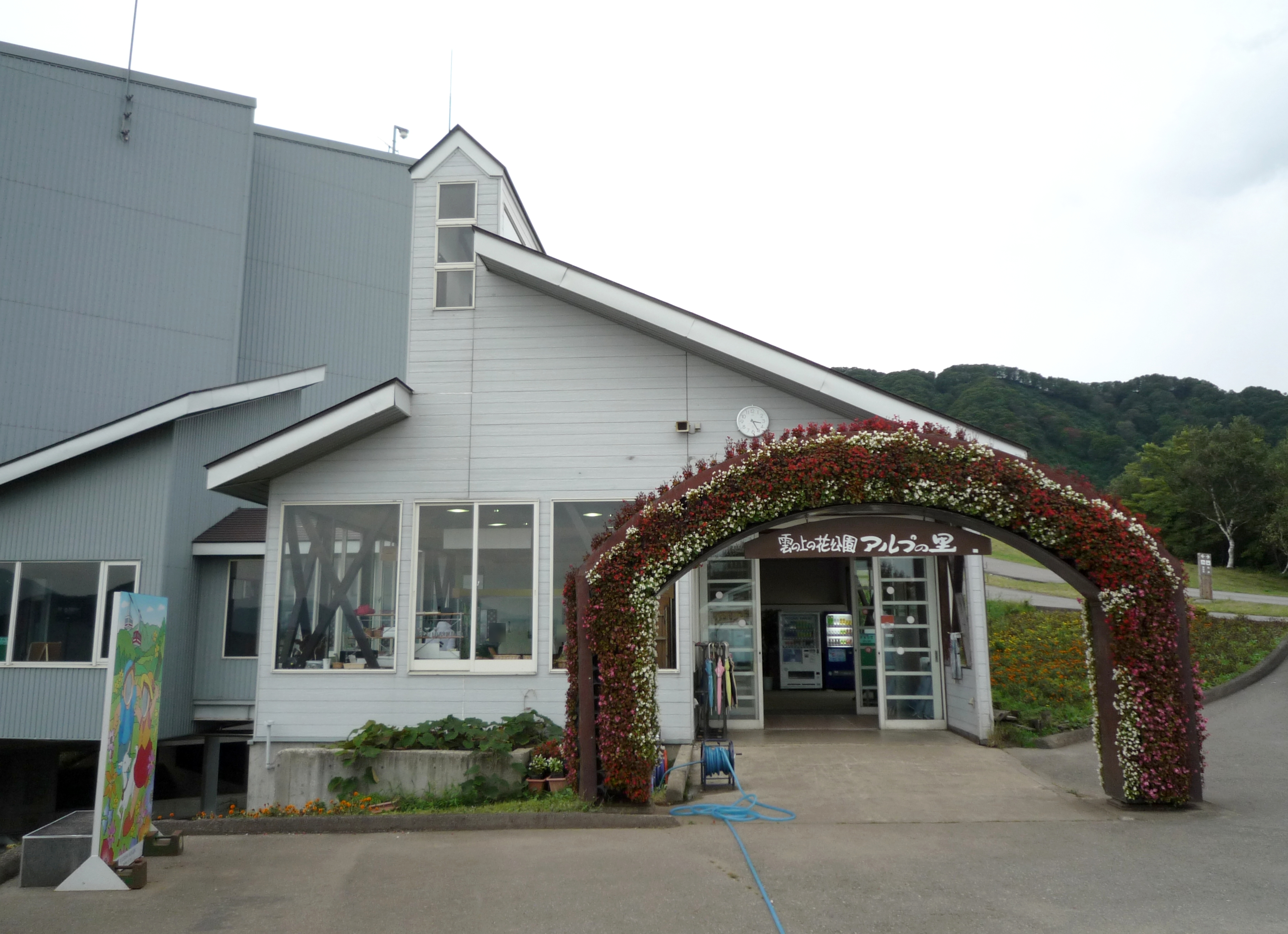
山頂駅

## アクセス
公共交通機関
JR上越新幹線および上越線・越後湯沢駅西口から約800m、徒歩8分。
自動車
関越自動車道・湯沢インターチェンジから約3km、自動車で約5分。山麓駅に1,000台の無料駐車場がある（夏季のみ、冬季は200台駐車可能な湯沢町営滝ノ沢有料駐車場を利用）。